# 八王子市立の中学校一覧
八王子市立の中学校一覧（はちおうじしりつのちゅうがっこういちらん）は、東京都八王子市によって設立運営されている中学校の数が、2012年4月1日現在、計38校。50音順に並べ、分類したものである。

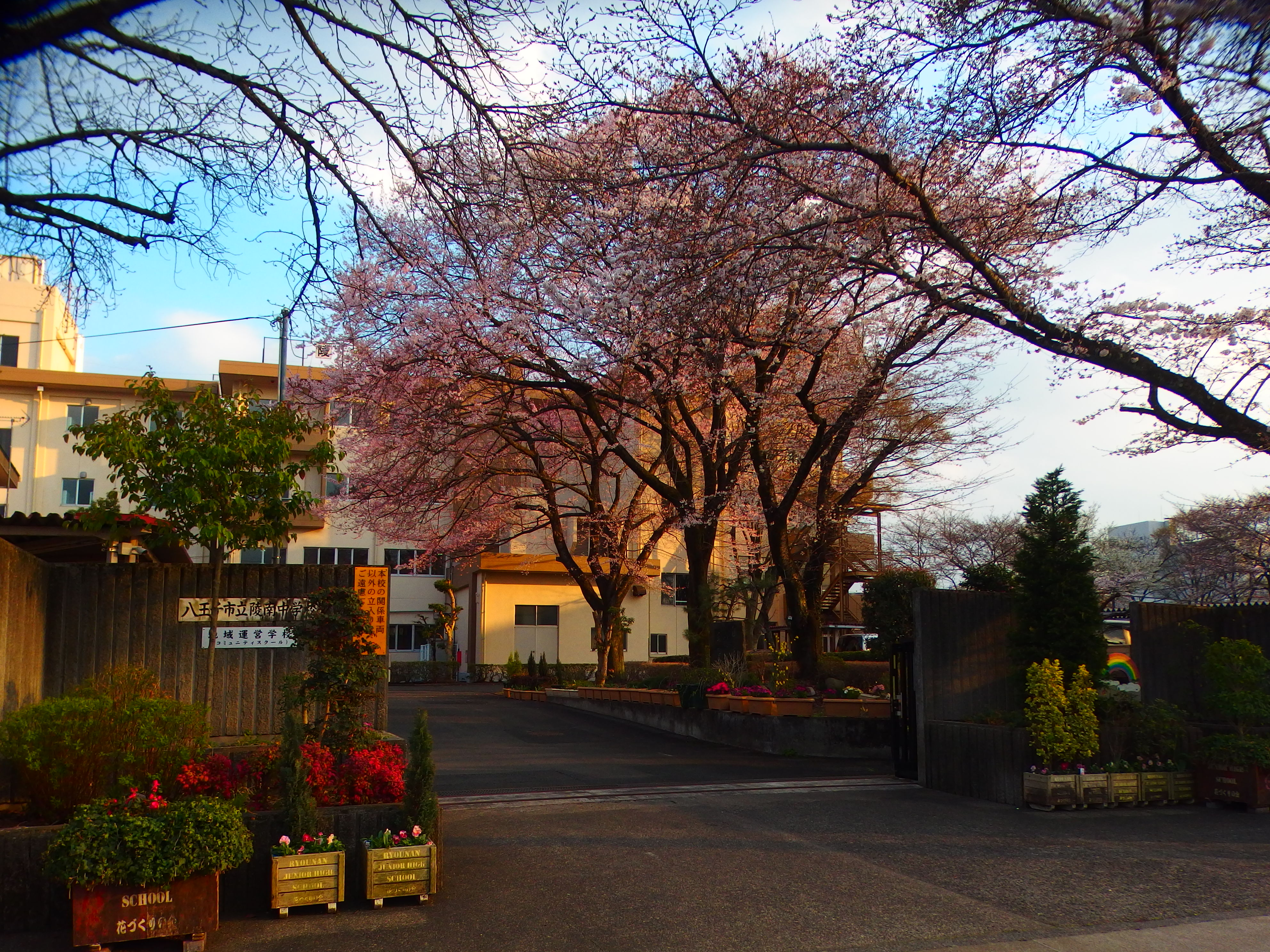
撮影2023年3月

## 公立

### 公立
- 八王子市立浅川中学校（アサカワ）
- 八王子市立石川中学校（イシカワ）
- 八王子市立いずみの森義務教育学校（イズミノモリ）
（小中一貫校）
- 八王子市立打越中学校（ウチコシ）
（日本語学級開設校）[1]
- 八王子市立恩方中学校（オンガタ）
- 八王子市立加住小中学校（カスミ）
（小中一貫校）
- 八王子市立上柚木中学校（カミユギ）
- 八王子市立川口中学校（カワグチ）
- 八王子市立椚田中学校（クヌギダ）
- 八王子市立甲ノ原中学校（コウノハラ）
- 八王子市立城山中学校（シロヤマ）
- 八王子市立第一中学校（ダイイチ）
- 八王子市立第二中学校（ダイニ）
- 八王子市立第四中学校（ダイヨン）
- 八王子市立第五中学校（ダイゴ）
（夜間学級開設）
- 八王子市立第六中学校（ダイロク）
- 八王子市立第七中学校（ダイナナ）
- 八王子市立高尾山学園（タカオサンガクエン）
（小中一貫校・不登校特例校）
- 八王子市立館小中学校（タテ）
（小中一貫校）
- 八王子市立長房中学校（ナガフサ）
- 八王子市立中山中学校（ナカヤマ）
- 八王子市立七国中学校（ナナクニ）
- 八王子市立楢原中学校（ナラハラ）
- 八王子市立ひよどり山中学校（ヒヨドリヤマ）
- 八王子市立別所中学校（ベッショ）
- 八王子市立松が谷中学校（マツガヤ）
- 八王子市立松木中学校（マツギ）
- 八王子市立南大沢中学校（ミナミオオサワ）
- 八王子市立みなみ野小中学校（ミナミノ）
（小中一貫校）
- 八王子市立宮上中学校（ミヤカミ）
- 八王子市立元八王子中学校（モトハチオウジ）
- 八王子市立鑓水中学校（ヤリミズ）
- 八王子市立由木中学校（ユギ）
- 八王子市立横川中学校（ヨコカワ）
- 八王子市立横山中学校（ヨコヤマ）
- 八王子市立四谷中学校（ヨツヤ）
- 八王子市立由井中学校（ユイ）
- 八王子市立陵南中学校（リョウナン）

### 閉校した中学校
- 八王子市立第三中学校（2012年八王子市立第六小学校と統合し八王子市立いずみの森義務教育学校を開校）
- 八王子市立館中学校（2011年八王子市立館小学校と統合し八王子市立館小中学校を開校））
- 八王子市立みなみ野中学校（2009年八王子市立みなみ野小学校と統合し八王子市立みなみ野小中学校を開校）